# Geoffrey Hill
Sir Geoffrey William Hill (* 18. Juni 1932 in Bromsgrove, Worcestershire; † 30. Juni 2016 in Cambridge,  Cambridgeshire) war ein britischer Dichter und Professor an der Boston University.

## Leben
Als Hill sechs Jahre alt war, zog seine Familie nach Fairfield in Worcestershire, wo er die Schule besuchte. Ab 1950 besuchte er das Keble College in Oxford, wo er Anglistik studierte und bereits seine ersten Gedichte veröffentlichte.
Nach seinem Abschluss lehrte er von 1954 bis 1980 an der University of Leeds. Seit 2010 hatte er den per Abstimmung verliehenen Lehrstuhl des Professor of Poetry in Oxford inne.
Harold Bloom nannte Hill einmal den bedeutendsten (lebenden) Dichter der englischen Sprache. Er benutzte mehrere Stilrichtungen. Viele seiner Gedichte beschäftigen sich mit seiner Heimat, auch historisch gesehen. Hill wurde oft als schwieriger Dichter bezeichnet. Selbst meinte er, Dichter dürften durchaus schwierig sein. Er war der Ansicht, „schwierig“ zu sein bedeute demokratisch zu sein, denn das Verlangen nach dem Einfachen gleiche dem Verlangen eines Tyrannen (in The Paris Review, 2000).
Hill war mit der Amerikanerin Alice Goodman verheiratet, einer Librettistin zweier Opern und anglikanischen Priesterin.

## Ehrungen
- 1969: Hawthornden-Preis
- 1970: Geoffrey Faber Memorial Prize
- 1972: Wahl zum Mitglied der Royal Society of Literature
- 1979: Duff Cooper Prize
- 1996: Wahl zum Mitglied der American Academy of Arts and Sciences
- 1999: Cholmondeley Award
- 2012: Zum Ritter (Knight Bachelor, kt.) geschlagen; veröffentlicht in der New-Year-Honours-Liste.
- 2014: Horst-Bienek-Preis für Lyrik für das Gesamtwerk

## Werke

### Gedichte
- For the Unfallen (1958)
- King Log (1968)
- Mercian Hymns (1971)
- Tenebrae (1978)
- The Mystery of the Charity of Charles Péguy (1983)
- New and Collected Poems (1994)
- Canaan (1997)
- The Triumph of Love (1998)
- Speech! Speech! (2000)
- The Orchards of Syon (2002)
- Scenes from Comus (2005)
- Without Title (2006)
- Selected Poems (2006)
- A Treatise of Civil Power (Clutag Press, 2005)
- A Treatise of Civil Power (Penguin, 2007)

#### Übersetzungen ins Deutsche
- Für die Ungefallenen – Ausgewählte Gedichte 1959–2007. Aus dem Englischen von Werner von Koppenfels. Edition Lyrik Kabinett bei Hanser, München, 2014. ISBN 978-3-446-24488-7

### Essays
- The Lords of Limit (1984)
- The Enemy's Country (1991)
- Style and Faith (2003)